# Pacto Global
O Pacto Global é uma iniciativa proposta pela Organização das Nações Unidas para encorajar empresas a adotar políticas de responsabilidade social corporativa e sustentabilidade. Esse pacto pretende promover um diálogo entre empresas, organizações das Nações Unidas, sindicatos, organizações não governamentais e demais parceiros, para o desenvolvimento de um mercado global mais inclusivo e sustentável. A ideia é conseguir dar uma dimensão social à globalização.
Para que esse objetivo seja atendido, busca-se a mobilização da comunidade empresarial internacional por meio da adoção de dez princípios relacionados a direitos humanos, trabalho, meio ambiente e corrupção. Vale ressaltar que o Pacto Global, apesar de ter, como propulsor, as Nações Unidas, não é uma agência desse sistema e nem mesmo um instrumento regulador ou um código de conduta.
A ideia da criação do Pacto Global considerou que, atualmente, as empresas são protagonistas fundamentais no desenvolvimento social das nações e devem agir com responsabilidade na sociedade com a qual interagem. Na medida em que se envolvem nesse compromisso, contribuem para criar uma sociedade mais justa e compreendem mais profundamente as oportunidades existentes num contexto social complexo e dinâmico.
O Pacto Global é um instrumento de livre adesão pelas empresas, sindicatos e organizações da sociedade civil. A entidade que adere ao pacto assume voluntariamente o compromisso de implantar os dez princípios em suas atividades cotidianas e prestar contas à sociedade, com publicidade e transparência, dos progressos que está realizando no processo de implantação dos princípios mediante Comunicações de Progresso (COP). Essas comunicações devem ser feitas com o envio anual de um relatório elaborado pelas empresas.  A adesão ao pacto ocorre com o preenchimento de uma carta de adesão que deve ser assinada pelo principal executivo da organização e, então, enviada ao secretário-geral das Nações Unidas, Ban Ki-moon. (O endereço eletrônico pode ajudar a entender como ocorre a adesão.)
O Pacto Global tem grande alcance atualmente, o que é comprovado devido a mais de 5 200 organizações signatárias, articuladas por 150 redes ao redor do mundo. Para entender a cidadania empresarial que está sendo construída com o Pacto Global, além de informações de iniciativas dos escritórios da ONU, eventos programados e informações sobre as empresas signatárias no Brasil e no mundo, basta acessar a página eletrônica do Pacto Global.

## Histórico
O Pacto Global foi anunciado pelo ex-secretário das Nações Unidas Kofi Annan no Fórum Econômico Mundial (Fórum de Davos) na reunião de 31 de janeiro de 1999 e foi oficialmente lançado em 26 de julho de 2000 no escritório da ONU em Nova Iorque. Ele foi criado devido à importância das empresas na atualidade e à falta de um órgão que conseguisse coordená-las de modo conjunto, apresentando diretrizes para elas seguirem.
Os primeiros anos do Pacto Global (2000 a 2003) foram de experimentação, sendo focados principalmente na entrada das empresas nesse programa e no respeito aos então nove princípios. Em 2003, o Pacto Global começou a fazer ações mais diretas, de que uma demonstração é a criação do Cities Programme, que tem o seu secretariado internacional em Melbourne (Austrália). O objetivo do programa é melhorar a vida urbana nas cidades de todo o mundo através de uma efetiva ligação entre as empresas, o governo e a sociedade civil.
Já em 24 de junho de 2004, durante a primeiro Conferência de Cúpula do Pacto Global (Global Compact Leaders Summit), o secretário-geral anunciou a colocação de um décimo princípio contra a corrupção, tendo, como passo posterior, uma consulta intensiva com todos os participantes do pacto. Além disso, nesse encontro percebeu-se que o organismo deveria revisar a sua estratégia, já que a fase de implementação do projeto já estava bem consolidada.
Em agosto de 2005, o Pacto Global desenvolveu uma nova governança (sua divisão está especificada no tópico Estrutura do Pacto Global), que focava em objetivos mais concretos. O secretário-geral mostrou que agora devia ser dada atenção prioritária à conexão entre atividades globais e locais, à responsabilidade e à qualidade no âmbito empresarial.
No ano seguinte, 2006, houve o primeiro encontro do Conselho do Pacto Global (Global Compact Board), órgão que propiciou uma ligação mais estrita entre os participantes do Pacto Global, além de conseguir desenvolver uma conexão entre as entidades do pacto, já que este tem o objetivo de fazer recomendações. Neste ano, o Pacto Global já contava com mais de 3 300 companhias de diferentes regiões do mundo e mais de mil sindicatos e organizações da sociedade civil participantes.
A segunda Conferência de Cúpula do Pacto Global foi realizada três anos depois, entre 5 e 6 de julho de 2007, no Palácio das Nações em Genebra, na Suíça. Nesse encontro, foi adotada a Declaração de Genebra de responsabilidade empresarial. No ano seguinte, o Pacto Global mostrou estar consolidando seus objetivos, ao ter uma ligação mais direta entre as empresas e as Nações Unidas.

## Estrutura do Pacto Global
Pode-se dizer que o Pacto Global tem uma rede que compreende vários setores, e que juntos conseguem trazer harmonia ao sistema. Essa rede compreende o Escritório do Pacto Global; as Agências das Nações Unidas, que são convocadoras e facilitadores; os governos, que definem e legitimam os princípios; as empresas e associações empresariais cujas ações buscam influenciar; as organizações dos trabalhadores, que efetivam a produção global; a sociedade civil, que acompanha a evolução e a Academia, que analisa o desempenho e sistematiza o conhecimento.
A governança atual do Pacto Global é dividida em seis entidades com diferentes funções, são elas:
- Global Compact Leaders Summit: é um encontro trienal. Neste, estão presentes os mais importantes executivos das empresas, que têm a oportunidade de discutir o andamento do Pacto Global, além de fazer recomendações. Para mais informações, ver  .
- Comissões Locais: são grupos que trabalham no desenvolvimento do Pacto Global em seu país ou região. Para entender mais sobre o funcionamento dessas Comissões, ver .
- Fórum Anual das Comissões Locais: é um fórum no qual as diferentes comissões locais têm a oportunidade de comentar os progressos que estão sendo feitos em seu país ou região, além de comparar resultados e fazer recomendações.
- Global Compact Board: teve seu primeiro encontro em 2006. É um grupo que tem, como objetivo, recomendar estratégias e políticas ao Escritório Central do Pacto Global e aos participantes deste. Esse Board tem quatro grupos com responsabilidades específicas: empresarial, sociedade civil, sindicatos e Nações Unidas. Para mais informações sobre o funcionamento dessa entidade, ver .
- Escritório do Pacto Global: é uma entidade que tem a função de coordenar o pacto Global. É um sistema que tem a responsabilidade, dada pela Assembleia Geral das Nações Unidas, de promover boas práticas.
- Inter-Agency Team: é responsável por dar suporte à internalização dos princípios por todos os participantes do Pacto Global. Para que as empresas tenham apoio contínuo das instituições multilaterais na implementação dos valores globais, conta-se com o apoio de seis agências das Nações Unidas: o Escritório do Alto Comissário das Nações Unidas para os Direitos Humanos (OHCHR), Organização Internacional do Trabalho (OIT), Programa das Nações Unidas para o Meio Ambiente (PNUMA), a Organização das Nações Unidas para o Desenvolvimento Industrial (UNIDO) e o Escritório das Nações Unidas sobre Drogas e Crime, liderados pelo Programa das Nações Unidas para o Desenvolvimento (PNUD). Para mais informações, acessar .

## Princípios do Pacto Global
O Pacto Global possui dez princípios que o fundamentam, sendo que nove foram estabelecidos na sua criação e um incluído posteriormente. Eles se derivaram de algumas declarações, são elas: Declaração Universal de Direitos Humanos, Declaração da Organização Internacional do Trabalho sobre Princípios e Direitos Fundamentais do Trabalho, Declaração do Rio sobre Meio Ambiente e Desenvolvimento e, também, Convenção das Nações Unidas contra a Corrupção.
O Pacto Global vem para incentivar o alinhamento das políticas e práticas empresariais com os valores e fins internacionalmente acordados. Assim, seus princípios reproduzem tais objetivos condizentes a direitos humanos, direitos do trabalho, proteção ambiental e combate à corrupção.
Os dois primeiros princípios dizem respeito aos direitos humanos.
O primeiro estabelece que as empresas têm o dever de apoiar e respeitar a proteção de direitos humanos reconhecidos internacionalmente e o segundo alerta para que elas não violem tais direitos, ou seja, pretende-se certificar que as empresas não são cúmplices em abusos dos direitos. Dessa forma, as três áreas chaves da atuação do Pacto Global, no que respeita aos direitos humanos, seriam (i) a proteção à vida e segurança, (ii) os direitos e liberdades políticas individuais (direito de ir e vir, privacidade, propriedade, liberdade de expressão, religião e associação) e (iii) direitos econômicos, sociais e culturais, como o estabelecimento de um padrão de vida digno (levando, em consideração, a alimentação, habitação, saúde, acesso a serviços sociais, educação, remuneração justa, lazer e descanso). O Pacto Global, assim, pretende promover o desenvolvimento humano sustentável, focando atenções à vida longa e saudável, ao acesso ao conhecimento e ao padrão de vida decente.
Quatro dos princípios se referem ao trabalho. O primeiro deles traz a necessidade das empresas apoiarem a liberdade de associação, bem como o reconhecimento efetivo do direito à negociação coletiva. O quarto princípio do Pacto Global objetiva a eliminação de todas as formas de trabalho forçado ou compulsório. Os dois outros princípios que dispõe sobre o trabalho tratam da abolição efetiva do trabalho infantil e da eliminação da discriminação no emprego.
Quanto ao meio ambiente, o princípio número "7" estabelece que as empresas devem apoiar uma abordagem preventiva sobre desafios ambientais. Desenvolver iniciativas a fim de promover maior responsabilidade ambiental e incentivar o desenvolvimento e difusão de tecnologias ambientais amigáveis, ou seja, que não agridam a natureza, são mais dois princípios que prezam pelo meio ambiente. Desse modo, pode-se perceber que a abordagem adotada pelo Pacto Global é a preventiva e não a corretiva, além de unir esforços no sentido de promover a gestão do ciclo de vida do produto.
Por fim, o último princípio dispõe que as empresas possuem a obrigação de combater a corrupção em todas suas formas, inclusive a extorsão e a propina. Vale ressaltar que tal princípio foi incluído posteriormente e se destina também a fortalecer o crescimento econômico.

## Pacto Global no Brasil
A história do Pacto Global começou a ser escrita no Brasil a partir do primeiro semestre de 2000, quando o Instituto Ethos de Empresas e Responsabilidade Social conduziu um processo de engajamento das empresas brasileiras ao projeto proposto por Kofi Annan. Nesta primeira convocação, 206 empresas aderiram ao desafio. Em 26 de Julho do mesmo ano, em Nova York durante uma reunião, foi entregue ao Secretário Geral das Nações Unidas o nome das empresas que se tornaram signatárias.
Nesta ocasião, o Instituto Ethos propôs um evento que veio ocorrer no segundo semestre de 2002, em Belo Horizonte, com a denominação de "Diálogo Empresarial sobre os princípios do Pacto Global". A importância desse encontro, que contou com a participação de 300 representantes do Brasil, se dá devido ao avanço que proporcionou no que diz respeito ao debate sobre os princípios do Pacto Global no país.
Praticamente um ano depois, em dezembro de 2003, foi criado o Comitê Brasileiro do Pacto Global (CBPG), sobre o qual será tratado a seguir. Uma importante participação do Brasil se deu em Julho de 2004 no Global Compact Leaders Summit, na sede das Nações Unidas, onde compareceram 27 executivos brasileiros de grande relevância, representantes da Aché Laboratórios Famacêuticos, Aracruz Celulose, Banco do Brasil, B3, Caixa Econômica Federal, Copel, Fundação Getúlio Vargas, Natura, Souza Cruz, Valor Econômico, entre outros.
Já em 2005, a atividade do Pacto Global no Brasil foi pouco expressiva. Assim, no ano seguinte, o então chefe das redes do Pacto Global convidou o Comitê Brasileiro para uma reunião a fim de reiniciar as atividades no Brasil. Foi, dessa forma, realizado um planejamento que surtiu efeitos e propiciou resultados positivos. Com isso, o Instituto Ethos foi convidado para se tornar o foco da rede do Pacto global no Brasil que, representada por Tabata Villares, assumiu o desafio e deu continuidade aos planos de disseminação do Pacto.
Em 19 de Junho de 2006, o Pacto Global no Brasil realizou reunião em São Paulo para aprovação do novo Comitê Brasileiro (CBPG), que representou um importante passo na aproximação entre o Comitê Brasileiro e o Escritório Central do Pacto Global em Nova York (o qual é a porta de entrada das empresas na ONU), que estavam distantes desde 2004. Hoje, vem impulsionando diversas empresas no país a adotarem a cidadania empresarial como padrão para a gestão de seus negócios.
Objetivos
O Pacto Global no Brasil, por meio de seu Comitê, definiu alguns dos pontos a serem alcançados. São eles (i) a massificação de seus princípios no país, (ii) ampliar a adesão de empresas e organizações brasileiras, (iii) apoio às empresas para a implementação de tais princípios, (iv) incentivo à troca de experiências e aprendizados, (v) articular internacionalmente com as demais redes do Pacto global, bem como com o escritório em Nova York, (vi) promover o vínculo entre os princípios do PG e os objetivos do desenvolvimento do milênio e, por fim, (vii) assessorar o presidente do CBPG.
Dessa forma, pode-se observar que o Pacto Global pretende auxiliar o setor privado a planejar e gerenciar a partir de valores humanos essenciais (dispostos na parte que trata dos "princípios do PG"). Assim, o desafio une um setor de grande potencial econômico e condutas de responsabilidade social e sustentabilidade propostas pela ONU.

### Comitê Brasileiro do Pacto Global
O Comitê Brasileiro do Pacto Global (CBPG) é um grupo que procura incentivar as empresas brasileiras (e/ou que atuam no Brasil) a adotar os princípios do Pacto Global (PG). O CBPG foi criado em 2003, por meio de uma parceria do Instituto Ethos com o Programa das Nações Unidas para o Desenvolvimento (PNUD), com o objetivo de promover o movimento de Responsabilidade Empresarial no Brasil. Para mais informações, ver .

#### Membros
O CBPG é composto por organizações convidadas a participar ou que requerem participação no Comitê. O número de organizações participantes varia de um mínimo de 15 a um máximo de 35 organizações. Todas as organizações participantes devem, necessariamente, ser signatárias do Pacto Global (PG).
Atualmente, 30 organizações participam do CBPG, e elas são: ABN AMRO Brasil,Ache Laboratórios, Arcelor Mittal Brasil, Associação Comercial do Paraná, Banco Bradesco, Banco do Brasil, Banco Itaú, BASF, BOVESPA, CACB, COPEL, CPFL, Enel Brasil, ISAE/FGV, FIEMG, FIEP, Fundação Dom Cabral, Instituto Ethos, Intertv Cabugi,  Natura, Novartis, O Boticário, Pão de Açúcar, Petrobrás, PNUD, PricewaterhouseCoopers, Promon, Santander Banespa, Souza Cruz S.A, Instituto de Ensino Superior Paranaense-IESPR e Suzano Papel e Celulose.

#### Comissões
O CBPG possui quatro comissões, que são:
1. Comissão de Direitos Humanos e Trabalho;
2. Comissão de Meio Ambiente;
3. Comissão Anticorrupção; e
4. Comissão de Educação.

Essas comissões são espaços criados pelo CBPG para promover uma melhor integração entre as organizações signatárias do Pacto Global (PG) no Brasil. Elas são espaços de diálogo, em que as organizações signatárias do PG podem trocar informações sobre boas práticas e se mobilizar para objetivos específicos.

#### Objetivos
Os objetivos do CBPG, de acordo com o site do Pacto Global no Brasil , são:
1. Massificação dos princípios do PG;
2. Ampliação da adesão de empresas;
3. Apoio às empresas brasileiras para a implementação dos princípios do PG;
4. Promoção de trocas de experiências e aprendizado dos princípios do PG;
5. Promoção do vínculo entre os princípios do PG  e os Objetivos de Desenvolvimento do Milênio.

### Exemplos de boas práticas de algumas empresas brasileiras
No site oficial do Pacto Global , é possível pesquisar sobre Boas Práticas dos princípios do Pacto Global (PG) implementadas por empresas de todo o mundo.
Entre os exemplos de boas práticas de empresas brasileiras, podemos citar:
- O programa Menina dos Olhos implementado em Guarulhos, em São Paulo, pela Aché Laboratórios Farmacêuticos S/A, que tem, como objetivo, identificar, prevenir e promover assistência para melhorar a saúde ocular dos estudantes de escolas públicas (atendia, em 2007, 59 escolas). Esse programa está associado à implementação do 1º princípio do Pacto Global, que determina que as empresas devem apoiar e respeitar a proteção de direitos humanos internacionalmente reconhecidos.
- O Programa de Neutralização de Carbono – Bradesco, do Banco Bradesco, cujo objetivo é monitorar as emissões de gases de efeito estufa (GEE) decorrentes das atividades do Banco, buscar formas de diminuir tais emissões e compensar seus impactos negativos. Esse programa está associado ao 8º princípio do Pacto Global, que determina que os signatários devem promover uma maior responsabilidade ambiental.
- O programa Itaú Criança, do Banco Itaú, que é um programa de mobilização para a defesa dos direitos da criança e do adolescente, tendo como base o Estatuto da Criança e do Adolescente (ECA). Este programa foi associado pelo Banco Itaú à implementação do 1º princípio do Pacto Global, que determina que as empresas devem apoiar e respeitar a proteção de direitos humanos internacionalmente reconhecidos. Para mais informações sobre o Itaú Criança, ver .

## Análise Crítica do Pacto Global
A Organização das Nações Unidas foi criada em 24 de Outubro de 1945 e, hoje, possui mais de 180 países. Através de seu organismo pretende mobilizar os Estados a fim de proteger os direitos humanos e fortalecer o desenvolvimento sustentável (a história da ONU e seus objetivos podem ser encontrados em seu site: ). Assim, não se costuma questionar a legitimidade dessa organização internacional em relação à regulações que vinculem os Estados. Todavia, o Pacto Global procura abranger e vincular as empresas destes Estados, empresas que, a princípio, não seriam sujeitos de Direito Internacional reconhecidos pela ONU.
A ONU, então, atua, nesse contexto, como organizadora de um projeto composto pela iniciativa privada. Há quem questione, portanto, a eficácia desse programa e seu grau de coercitividade. Vale ressaltar, inclusive, que até 2004 apenas 100 empresas norte-americanas participavam do Pacto. É um número de pouca relevância se levada em consideração a elevada quantidade de empresas existentes nesse país. A razão apontada para esse fato é o temor que a iniciativa privada possui de sofrer alguma sanção caso não consiga seguir os 10 princípios propostos.
Contudo, pode-se questionar o grau de vinculação jurídica que essas empresas possuem no momento em que aceitam participar desse desafio, ou seja, existe alguma coercitividade em se tratando de um "direito flexível"? Ou seria apenas um dever moral?
De certo, o Pacto Global pode ser entendido como um exemplo de "direito programático", no sentido que este é comumente definido: instrumento que é, fundamentalmente, um programa de ação, uma agenda. Assim, poderíamos considerar o Pacto Global um exemplo de quase-direito (Soft Law), porque as obrigações estabelecidas por ele e o prazo para o cumprimento destas não estão claramente definidos, o que torna difícil constatar quando as organizações signatárias estão, de fato, descumprindo o Pacto Global.
Desta forma, podemos entender que "seriam Soft aquelas normas gerais e princípios que não podem ser imediatamente interpretados em termos de direitos e obrigações específicos, que não podem ser lidos como regras". Logo, o Pacto Global seria Soft Law para a comunidade empresarial internacional, e a força de sua "coercitividade" assemelhar-se-ia à dos tratados e acordos programáticos assinados pelos Estados, nos quais estes se comprometem a buscar um determinado objetivo, mas não determinam nem como nem quando o farão.
O que dá poder a esses instrumentos programáticos é o seu potencial para refletir a imagem dos Estados e das Empresas Internacionais para o resto do mundo, podendo ser um indicador positivo ou não. Um Estado que é acusado de não tentar cumprir satisfatoriamente um compromisso internacionalmente assumido não passa uma imagem de confiabilidade para a comunidade internacional. Uma empresa que, tendo se comprometido com os princípios do pacto global, não atua de forma social e ambientalmente responsável, acaba sendo "punida" pelo custo que essa sua "falta de compromisso" refletirá em sua imagem.
Logo, mesmo que seja difícil pensar em uma forma de "punir" diretamente aqueles que não cumpram as obrigações assumidas com a adesão ao Pacto Global, seria interessante que houvesse uma forma de fiscalização e publicização de informações sobre a atuação das organizações signatárias, para que estas não se beneficiem da imagem de empresa social e ambientalmente responsável sem que empreguem o esforço necessário para efetivamente o sê-lo.

## O ponto de vista das ONGs
Várias organizações não governamentais, como Greenpeace, ActionAid, Global Policy Forum e CorpWatch, acreditam que, sem uma efetiva monitoração e "coercitividade" (enforcement), o Pacto Global é um instrumento de grandes falhas, já que não traz nenhuma perspectiva concreta de mudança para as empresas. Além disso, essas organizações argumentam que as empresas que fazem parte do Pacto Global o usam como propaganda de boas práticas de governança corporativa, escondendo condutas reprováveis, como a lavagem de dinheiro. As ONGs também consideram que o Pacto Global acaba sendo um órgão que aproxima as empresas da ONU, fazendo que estas tenham influência nas políticas e estratégias de desenvolvimento dessa organização.